# Pelham Manor
Pelham Manor – wieś w Stanach Zjednoczonych, w stanie Nowy Jork, w hrabstwie Westchester.